# 克里斯蒂安-雅克
克里斯蒂安-雅克（法語：Christian-Jaque；1904年—1994年）是法国电影制片人。执导了《勇士的奇遇》、《傾國傾城慾海花》等电影。获1952年坎城影展最佳導演獎。

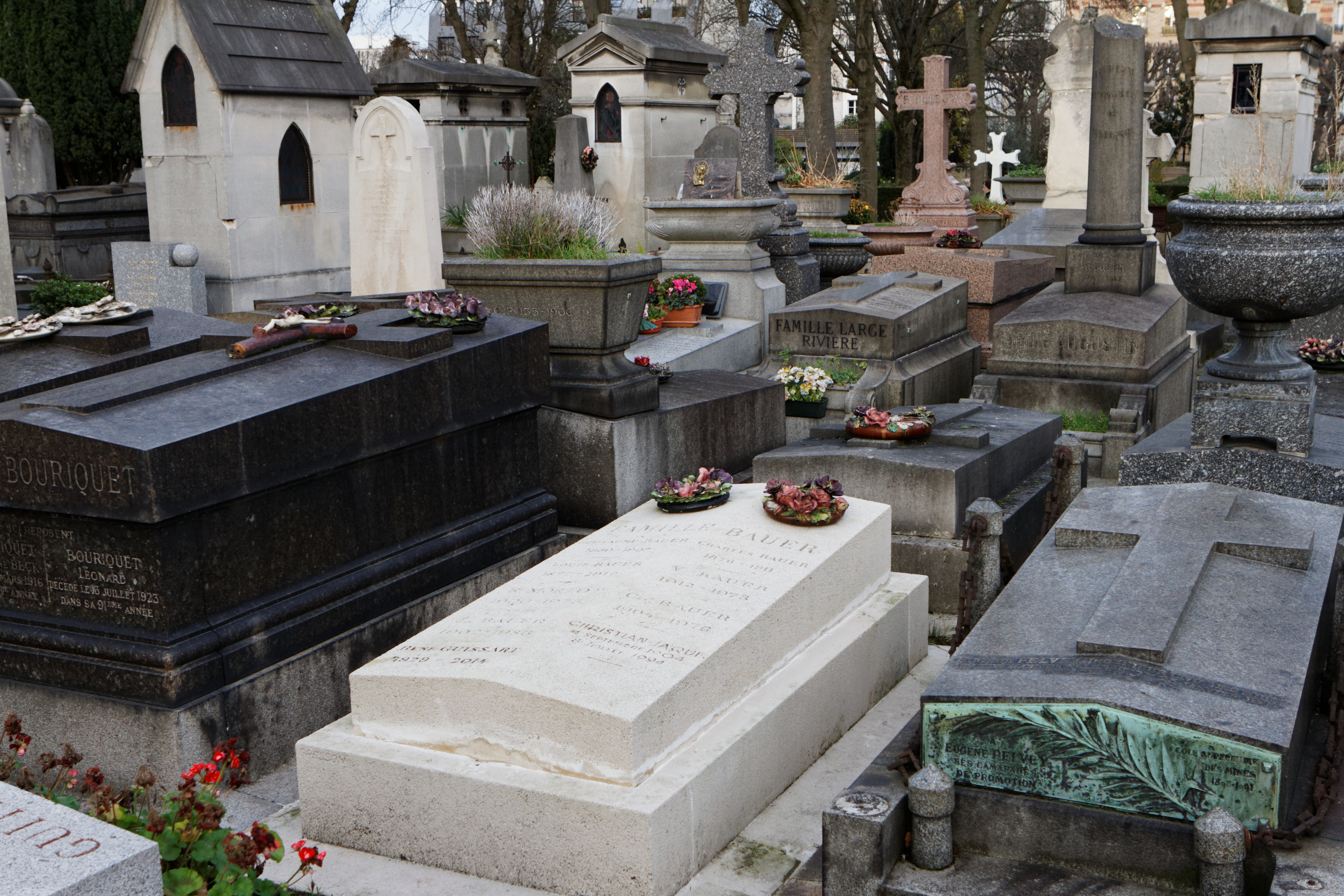
墓地

## 生平
1904年出生于巴黎。1930年代初期开始从事编剧和导演工作。他执导的《勇士的奇遇》在1952年坎城影展获得最佳導演獎。同部电影在第二届柏林国际电影节上获得了银熊奖。1959年担任第1届莫斯科国际电影节评审团成员。1979年，担任第11届莫斯科国际电影节评审团成员。
1994年7月8日在布洛涅比扬古去世，安葬于拉雪兹神父公墓。